# 1. FC Slovácko (ženy)
Ženská sekce 1. FC Slovácko je český ženský fotbalový klub pocházející z Uherského Hradiště. Klub hraje českou nejvyšší soutěž, ve které se pravidelně umisťuje za nejlepšími dvěma týmy SK Slavia Praha a AC Sparta Praha.
Ženská sekce v klubu 1. FC Slovácko vznikla v roce 2006 převzetím týmu DFC Compex Otrokovice, který byl založen v roce 1992.

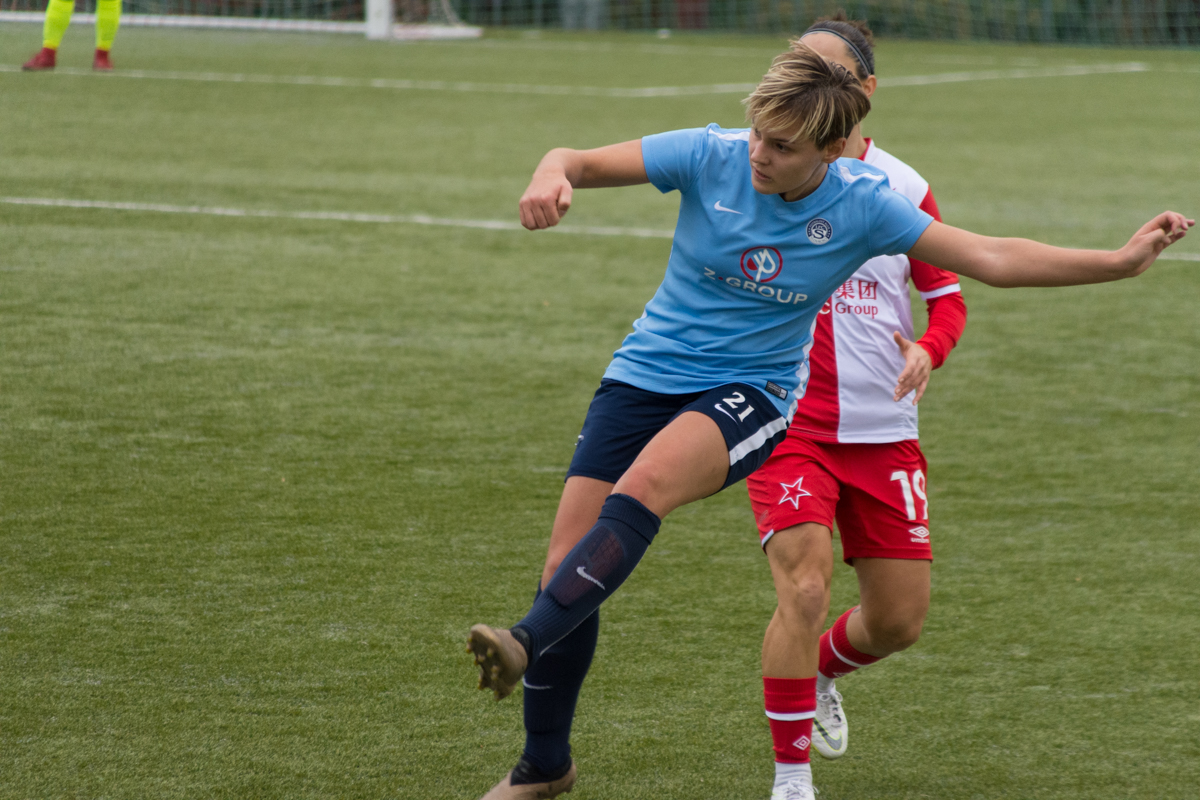
Ze zápasu Slovácko – Slavia

## Úspěchy
- I. liga žen: 3. místo (14x) - 2006/07, 2007/08, 2008/09, 2009/10, 2010/11, 2011/12, 2014/15, 2015/16, 2016/17, 2017/18, 2020/21, 2021/22, 2022/23, 2023/24
- Český pohár: Finalista (3x) - 2008/09, 2017/18, 2023/24

## Účasti v Lize mistrů
Ženy Slovácky si zahrály třikrát v Lize mistrů v sezónách 2021/22, 2022/23 a 2023/24. Pokaždé skončily v prvním kole, při své třetí účasti se jim podařilo vybojovat první výhru v soutěži.

## Mládežnické kategorie
Klub zaštiťuje rozvoj a trénink hráček všech mládežnických kategorií.

## Slavné hráčky
- Iveta Dudová – opakovaně nejlepší střelkyně ligy, česká reprezentantka
- Klára Cahynová
- Kamila Dubcová
- Michaela Dubcová
- Jitka Klimková – fotbalistka a trenérka, první česká trenérka na MS[8]